# デヴィッド・スペード
デヴィッド・スペード（David Spade, 1964年7月22日 - ）は、アメリカ合衆国の俳優、コメディアン、声優。1990年代に『サタデーナイトライブ』のレギュラーキャストとして名声を獲得した。

## 来歴
1964年、ミシガン州に生まれる。父親は作家で、雑誌の編集者でもあった。スペイドは幼少の頃から持ち前の明るさを発揮し、学校の成績も優秀だった。その後、家族でアリゾナ州へ移るが、両親が離婚する。母親は後に再婚したが、その再婚相手はスペイドが17歳の時に自殺した。1982年にアリゾナの高校を卒業し、コミュニティ・カレッジを経てアリゾナ州立大学へ進学する。
周囲の友人の励ましもあり、大学卒業からほどなくしてコメディアンになることを決意する。友人であるコメディアンのデニス・ミラーの助けを得て、1990年からNBCの人気コメディ番組『サタデー・ナイト・ライブ』にレギュラーキャストとして出演し始め、一躍お茶の間の人気者となった。出演者としてのみならず脚本家としても参加し、エミー賞にも3度ノミネートされた。1996年に「燃え尽きた」ことを理由として『サタデー・ナイト・ライブ』を引退したが、1998年と2005年にはホストとして限定的に復帰している。
映画やテレビドラマ、シットコムにも俳優として出演し、『サタデー・ナイト・ライブ』の同期だったクリス・ファーレイとタッグを組んで主演した複数のコメディ映画で新たなファンを開拓した。

## 出演作

### テレビ
- モンスターズ Monsters 第55話 (1990)
- ベイウォッチ Baywatch (1990)
- アルフ ALF (1990)
- サタデーナイトライブ Saturday Night Live (1990 - 1996) ※エミー賞ノミネート
- Just Shoot Me! (1997-2003) ※エミー賞・ゴールデングローブ賞ノミネート
- BEAVIS AND BUTT-HEAD (1994 - 1997) - 声の出演
- パパにはヒ・ミ・ツ 8 Simple Rules... for Dating My Teenage Daughter（2003 - 2005）
- Father of the Pride (2004) - 声の出演
- The Showbiz Show with David Spade (2005 - 2007)
- Rules of Engagement (2007 -) ※ティーン・チョイス・アワードノミネート
- ロブの素顔 Real Rob シーズン1 第4話 (2015) - 本人役（カメオ出演）
- Netflix アフターパーティー (2021)

### 映画
- ポリスアカデミー4/市民パトロール Police Academy 4: Citizens on Patrol (1987)
- コーンヘッズ Coneheads (1993)
- ライト・スリーパー Light Sleeper (1992)
- リアリティ・バイツ Reality Bites (1994)
- PCU (1994) ※日本劇場未公開
- トミーボーイ Tommy Boy (1995) ※日本劇場未公開
- プロブレムでぶ/何でそうなるの?! Black Sheep (1996) ※日本劇場未公開
- ゆかいなブレディー家/トラブルinハワイ A Very Brady Sequel (1996) ※日本劇場未公開
- 劇場版 ビーバス&バットヘッド Do America (1996) ※日本劇場未公開
- エイト・ヘッズ 8 Heads in a Duffel Bag (1997) ※日本劇場未公開
- Senseless (1998) ※日本未公開
- ラグラッツ・ザ・ムービー The Rugrats Movie (1998) - 声の出演
- ライラ/フレンチKISSをあなたと Lost & Found (1999) ※日本劇場未公開
- 恋は負けない Loser (2000)
- ラマになった王様 The Emperor's New Groove (2000)  - 声の出演 ※キッズ・チョイス・アワードノミネート
- Joe Dirt (2001) ※日本未公開
- ディッキー・ロバーツ 俺は元子役スター Dickie Roberts: Former Child Star (2003) ※日本劇場未公開
- レーシング・ストライプス Racing Stripes (2005) - 声の出演
- Lil' Pimp (2005) ※日本未公開
- ラマになった王様2 クロンクのノリノリ大作戦 The Emperor's New Groove 2: Kronk's New Groove (2005) - 声の出演 ※日本劇場未公開
- Grandma's Boy (2006)
- がんばれ!ベンチウォーマーズ The Benchwarmers (2006) ※ティーン・チョイス・アワードノミネート、日本劇場未公開
- チャックとラリー おかしな偽装結婚!? I Now Pronounce You Chuck and Larry (2007) ※日本劇場未公開
- アダルトボーイズ青春白書 Grown Ups (2010)
- ジャックとジル Jack and Jill (2011)
- モンスター・ホテル Hotel Transylvania (2012) ※声の出演
- アダルトボーイズ遊遊白書 Grown Ups 2 (2013)
- モンスター・ホテル2 Hotel Transylvania 2 (2015) ※声の出演
- ジョー・ダート 華麗なる負け犬の伝説 Joe Dirt 2: Beautiful Loser (2015)
- ドゥ・オーバー: もしも生まれ変わったら The Do-Over (2016)
- ファーザー・オブ・ザ・イヤー Father of the Year (2018)
- モンスター・ホテル クルーズ船の恋は危険がいっぱい?! Hotel Transylvania 3: Summer Vacation (2018) ※声の出演
- 僕のミッシー The Wrong Missy (2020)

### ゲーム
- スパイロの伝説 新しい始まり (2006)  - スパークス 役